# Acer leipoense
Acer leipoense är en kinesträdsväxtart som beskrevs av Fang & Soong. Acer leipoense ingår i släktet lönnar, och familjen kinesträdsväxter. Inga underarter finns listade i Catalogue of Life.